# Liste der Staatsoberhäupter von Samoa
Diese Liste enthält die bisherigen Staatsoberhäupter von Samoa.
Die Bezeichnung des Oberhaupts dieses pazifischen Inselstaats lautet O le Ao o le Malo („Staatsoberhaupt“). Die beiden ersten Amtsträger waren Staatsoberhäupter auf Lebenszeit und amtierten zunächst gemeinsam. Seit dem Tod des zweiten Staatsoberhaupts auf Lebenszeit im Jahr 2007 werden die Staatsoberhäupter alle fünf Jahre vom Fono gewählt, dem Parlament Samoas. Die Amtsträger entstammen allesamt den vier fürstlichen Familien (Aiga Tupu) Samoas.

## Amtsträger
| #  | Bild                     | Name                               | Amtsantritt    | Amtsaustritt  | Kommentar |
| -- | ------------------------ | ---------------------------------- | -------------- | ------------- | --- |
| 1. | Tupua Tamasese Meaʻole   | Tupua Tamasese Meaʻole (1905–1963) | 1. Januar 1962 | 5. April 1963 | gemeinsamer Amtsträger mit Tanumafili II., als Amtsträger auf Lebenszeit im Amt verstorben |
| 1. | Tanumafili II.           | Tanumafili II. (1913–2007)         | 1. Januar 1962 | 11. Mai 2007  | ab dem Tod von Tupua Tamasese Meaʻole alleiniger Amtsträger (zuvor gemeinsam mit ihm), als Amtsträger auf Lebenszeit im Amt verstorben, zuletzt weltweit ältestes Staatsoberhaupt, nach seinem Tod 40-tägige Vakanz des Amts |
| 3. | Tupuola Taisi Tufuga Efi | Tupuola Taisi Tufuga Efi (* 1938)  | 20. Juni 2007  | 21. Juli 2017 | Sohn des ersten Ko-Amtsträgers Tupua Tamasese Meaʻole, 2012 für zweite Amtszeit wiedergewählt |
| 4. | Jacob Nena               | Vaʻaletoa Sualauvi II. (* 1947)    | 21. Juli 2017  |               | amtierend (Stand: 2021) |